# Осипов, Юрий Сергеевич
Ю́рий Серге́евич О́сипов (род. 7 июля 1936, Тобольск) — советский и российский математик и механик, профессор. Президент Российской академии наук (1991—2013). Академик АН СССР (1987), Лауреат Ленинской премии (1976) и Государственной премии России (1993). Полный кавалер ордена «За заслуги перед Отечеством». Герой Труда Российской Федерации (2024).

## Биография
Родился 7 июля 1936 года в Тобольске в семье служащих.
Окончил тобольскую среднюю школу № 13 с золотой медалью.
В 1959 году окончил Уральский государственный университет им. А. М. Горького (УрГУ) по специальности «механика». С 1961 по 1969 год был аспирантом, ассистентом, доцентом УрГУ.
В 1969—1993 годах работал в Институте математики и механики Уральского отделения АН СССР, заведующий лабораторией, заведующий отделом дифференциальных уравнений (1972—1993), директор ИММ УрО РАН (1986—1993). Принадлежит к известной математической школе по теории управления академика Н. Н. Красовского. В КПСС никогда не состоял.
Кандидат физико-математических наук (1965), доктор физико-математических наук (1971). Профессор (1975). Член-корреспондент АН СССР с 26 декабря 1984 года — отделение механики и процессов управления (процессы управления), академик АН СССР с 23 декабря 1987 года — отделение проблем машиностроения, механики и процессов управления (механика и процессы управления). Член Отделения математических наук РАН.
В 1993—2004 годах руководил Математическим институтом им. В. А. Стеклова РАН. C 1989 года работает в МГУ, профессор, заслуженный профессор Московского университета (1999), с 1990 года заведующий кафедрой оптимального управления факультета вычислительной математики и кибернетики МГУ.
С сентября 1991 года возглавил оргкомитет Российской академии наук. Президент Российской академии наук с 17 декабря 1991 года по 29 мая 2013 года. Переизбирался на пост главы РАН в 1996, 2001, 2006 и 2008 годах.
С 1992 года председатель Комиссии по государственным премиям Российской Федерации в области науки и техники. В 1992 году стал председателем межведомственной экспертной комиссии по космосу.
C 2011 года — член Попечительского совета Российского совета по международным делам. До 2013 года был членом Совета безопасности Российской Федерации.
Член редколлегии журналов: «Вычислительная математика и математическая физика» (главный редактор до 2018 года), «Дифференциальные уравнения», «Математическая теория игр и её приложения», «В мире науки». Член редколлегии серии «Литературные памятники».
Является председателем Некоммерческого партнёрства «Международное партнёрство распространения научных знаний». Председатель Научно-редакционного совета Большой российской энциклопедии.
Иностранный член Австрийской академии наук, Венгерской академии наук, а также национальных академий наук Грузии, Казахстана, Кыргызстана, Таджикистана и Украины, почётный член НАН Армении.
Женат. Дочь Оксана — врач-уролог, сын Юрий — таксидермист.

## Научная деятельность
Специалист в области прикладной математики и механики. Основные научные исследования посвящены теории управления, дифференциальным уравнениям и их приложениям.
- Создал законченную теорию стабилизации стационарных и периодических динамических систем, описываемых дифференциальными уравнениями с запаздывающим аргументом.
- Разработал теорию дифференциальных игр для динамических систем с запаздывающим аргументом.
- Открыл конструктивный локальный принцип управления системами с запаздыванием.
- Построил теорию антагонистических позиционных дифференциальных игр для другого класса конфликтно управляемых систем с бесконечномерными пространствами фазовых состояний — систем, описываемых дифференциальными уравнениями с частными производными, в первую очередь параболическими.
- Цикл работ посвящён созданию теории устойчивого динамического обращения управляемых систем.
- Получил серию результатов в смежных направлениях: им выполнен ряд работ по оптимизации форм, в одной из которых был, в частности, дан ответ на вопрос о существовании оптимума, поставленный Ж.-Л. Лионсом[8].

Научные достижения Осипова реализуются в прикладной тематике, направленной на создание образцов новой техники. Им выполнен цикл исследований по плавности и устойчивости движения транспортных средств специального назначения. Являлся руководителем широкого круга опытно-конструкторских работ, связанных с созданием летательных аппаратов.

## Обвинения в коррупции
В сентябре 2013 года телеканал Рен-ТВ выпустил фильм «Диагностика РАН», посвящённый некоторым фактам коррупции в Российской Академии наук. Большая часть обнародованных фактов касаются использования в коммерческих целях недвижимости, принадлежащей РАН, в интересах лиц, занимающих ключевые должности в руководстве РАН.
В частности было обнаружено, что академику Осипову принадлежит квартира в Москве в элитном жилом комплексе, площадью 462 м²., стоимостью около 215 миллионов рублей, а также загородный дом в посёлке Барвиха Московской области.

## Награды
- Герой Труда Российской Федерации (5 февраля 2024 года) — за особые заслуги перед государством и выдающийся вклад в развитие науки[10]
- Полный кавалер ордена «За заслуги перед Отечеством»:

- Орден «За заслуги перед Отечеством» I степени (7 июля 2006 года) — за выдающийся вклад в развитие отечественной науки и многолетнюю добросовестную работу
- Орден «За заслуги перед Отечеством» II степени (4 июня 1999 года) — за большой вклад в развитие отечественной науки, подготовку высококвалифицированных кадров и в связи с 275-летием Российской академии наук
- Орден «За заслуги перед Отечеством» III степени (7 июня 1996 года) — за заслуги перед государством, большой личный вклад в развитие науки и подготовку высококвалифицированных кадров
- Орден «За заслуги перед Отечеством» IV степени (14 июня 2013 года) — за большие заслуги перед государством в области науки и многолетнюю плодотворную деятельность

- Орден Александра Невского (22 апреля 2011 года) — за особые личные заслуги перед Отечеством в развитии российской науки и плодотворную научно-организационную деятельность[15].
- Орден Почёта (4 июля 2016 года) — за заслуги в развитии российской науки, образования, подготовке квалифицированных специалистов и многолетнюю плодотворную деятельность[16].
- Орден Трудового Красного Знамени (24 июля 1986 года) — за заслуги в развитии прикладной математики и механики, подготовке научных кадров[17]
- Медаль Столыпина П. А. I степени (7 июля 2011 года) — за заслуги в решении стратегических задач развития отечественной науки и многолетнюю плодотворную государственную деятельность[18]
- Почётная грамота Правительства Российской Федерации (7 июля 2006 года) — за заслуги в развитии отечественной науки, подготовке научных кадров и многолетнюю плодотворную государственную деятельность[19]
- Государственная премия Российской Федерации (1993, с В. П. Тарасенко, В. И. Алексеевым, А. А. Красовским и др. за разработку принципов построения и теории корреляционно-экстремальных сверхточных систем навигации и наведения)[20]
- Ленинская премия (1976; совместно с Н. Н. Красовским, А. Б. Куржанским и А. И. Субботиным) — за цикл работ по математической теории управления
- В 2003 году произведён в кавалеры французского ордена Почётного легиона, в 2011 году получил звание командора[21]
- Великий офицер ордена «За заслуги перед Итальянской Республикой» (Италия, 31 мая 2010 года)[22][23]
- Произведён в Рыцари Ордена Белого Креста всемирной конфедерации Рыцарей (Австралия).
- Командор со звездой ордена Заслуг перед Республикой Польша (Польша, 9 октября 2001 года)[24]
- Орден Дружбы (Вьетнам)
- Орден князя Ярослава Мудрого IV степени (Украина, 29 мая 1999 года) — за выдающиеся личные заслуги в развитии науки, укреплении научно-технического сотрудничества между Украиной и Российской Федерацией[25]
- Орден «За заслуги» I степени (Украина, 6 июля 2011 года) — за выдающийся личный вклад в укрепление научно-технического сотрудничества между Украиной и Российской Федерацией, многолетнюю плодотворную научную деятельность[26]
- Орден «За заслуги» III степени (Украина, 6 декабря 2002 года) — за весомый личный вклад в развитие украинско-российского сотрудничества, активное участие в обеспечении проведения Года Украины в Российской Федерации[27]
- Почётный член Российской академии художеств[28]
- Почётный член Императорского Православного Палестинского Общества[29]
- Международная премия святых равноапостольных Кирилла и Мефодия — за вклад в укрепление славянского братства и в сотрудничество между славянскими народами
- Орден святого благоверного князя Даниила Московского I степени
- Орден Святителя Макария, митрополита Московского
- Демидовская премия (2010) — за выдающийся вклад в математику и механику, включая математическую теорию управления[30]
- Золотая медаль имени Леонарда Эйлера (РАН, 1997 год) — за выдающиеся результаты в области математики и физики
- Золотая медаль им. Эйнштейна (ЮНЕСКО, 1999)
- Золотая медаль им. В. И. Вернадского НАН Украины (2006).
- Почётный доктор СПбГУ (2000)[31].
- Звание «Почётный гражданин Тобольска» (28 июня 1997 года)
- Звание «Почётный гражданин Тюменской области» (26.06.2014)
- Знак отличия «За верность космосу» (2021) — за личный вклад в реализацию космических программ и проектов и многолетний добросовестный труд[32][33].
- Заслуженный профессор Московского университета (1999)[34].
- Почётный профессор Московского университета (1996)[34].
- Почётный доктор Московского университета (2018)[34].
- Звезда Московского университета (2013)[34].